# Ivànovski (Saràtov)
|  | Per a altres significats, vegeu «Ivànovski». |

Ivànovski (en rus: Ивановский) és un poble (un possiólok) de l'óblast de Saràtov, a Rússia, segons el cens del 2010 tenia 778 habitants. Pertany al districte municipal de Saràtov.